# 1976년 하계 올림픽 콜롬비아 선수단
콜롬비아는 1976년 7월 17일부터 8월 1일까지 캐나다 몬트리올에서 열린 제21회 하계 올림픽에 참가했다.

## 역도
| 선수 | 세부 종목 | 추상 | 추상 | 인상 | 인상 | 용상 | 용상 | 합계 | 합계 |
| 선수 | 세부 종목 | 기록 | 순위 | 기록 | 순위 | 기록 | 순위 | 기록 | 순위 |